# يوهي آزاكامي
يوهي آزاكامي (阿座上洋平 آزاكامي يوهي) هو مؤدي اصوات ياباني ولد في 7 أغسطس 1991 في محافظة غونما.

## أدواره في الأنمي

### مسلسلات أنمي تلفزيونية
- ساكورا وورز ذي أنيميشن - سيجورو كامياما
- دي سايد ترويميراي - ريوهي أودا
- الخطايا السبع المميتة: إعادة إحياء الوصايا - ديثبيرس
- الخطايا السبع المميتة: غضب الملوك - ديثبيرس
- شارلوت - ياغينوما
- كوروموكورو - كينّوسكي توكيسادا أوما
- غودزيلا: سينغيولار بوينت - شونيا ساتو
- ون بيس - شارلوت ريزن
- أنغولموا: غزو المغول - غينشيتشي

### أنمي الإنترنت
- كينغان أشورا - إيفان كارايف
- سبريغان - جان جاكموند
- الفرقة المتنقلة المدرعة SAC 2045 - سانجي ياغوتشي

### أفلام أنمي
- دراغون بول سوبر: برولي - ليك
- سيلور مون إترنال - زينوتايم

## أدواره في ألعاب الفيديو
- ساكورا وورز (2019) - سيجورو كامياما